# Anatolij Myszkin
Anatolij Dmitrijewicz Myszkin (ros. Анатолий Дмитриевич Мышкин; ur. 14 sierpnia 1954 w Syłwie w obwodzie swierdłowskim) – rosyjski koszykarz, występujący na pozycji środkowego, mistrz świata, dwukrotny mistrz Europy, dwukrotny brązowy medalista olimpijski, wielokrotny mistrz jako trener koszykarski drużyn żeńskich, pułkownik armii rosyjskiej, członek KPZR.

## Osiągnięcia

### Drużynowe
- Brąz Euroligi (1977)
- 8-krotny mistrz ZSRR (1977–1984)[1]
- Wicemistrz ZSRR (1986)
- Zdobywca Pucharu ZSRR (1982)

### Indywidualne
- Zaliczony do grona 50 Najlepszych Zawodników w historii rozgrywek FIBA (1991)[1]
- dwukrotny uczestnik FIBA All-Star Games (1979, 1982)

### Reprezentacja
Drużynowe
- Mistrz:
  - świata (1982)[2]
  - Europy (1979, 1981)[3]
- Wicemistrz:
  - świata (1978)
  - Europy  (1977)
- Brązowy medalista:
  - olimpijski (1976, 1980)
  - mistrzostw Europy (1973, 1983)

Indywidualne
- Zaliczony do składów najlepszych zawodników mistrzostw:
  - Europy (1981)
  - mistrzostw świata (1982)

### Trenerskie
Liga kobiet
- dwukrotny zdobywca Pucharu Ronchetti (1989, 1997)
- dwukrotny finalista Pucharu Europy (1994, 1996)
- Mistrz ZSRR (1989)
- 5-krotny mistrz Rosji (1993–1997)
- Wicemistrz Rosji (1998)
- trzykrotny wicemistrz ZSRR (1988 jako asystent, 1990, 1991)
- dwukrotny brązowy medalista mistrzostw ZSRR (1987 jako asystent, 1992)
- Zdobywca Pucharu Rosji (1996)
- trzykrotny akademicki mistrz Rosji
- dwukrotny akademicki mistrz Europy
- Akademicki mistrz świata

Inne
- Odznaczony Orderem Przyjaźni
- Odznaczony Orderem „Znak Honoru”